# Alberto José Gonçalves

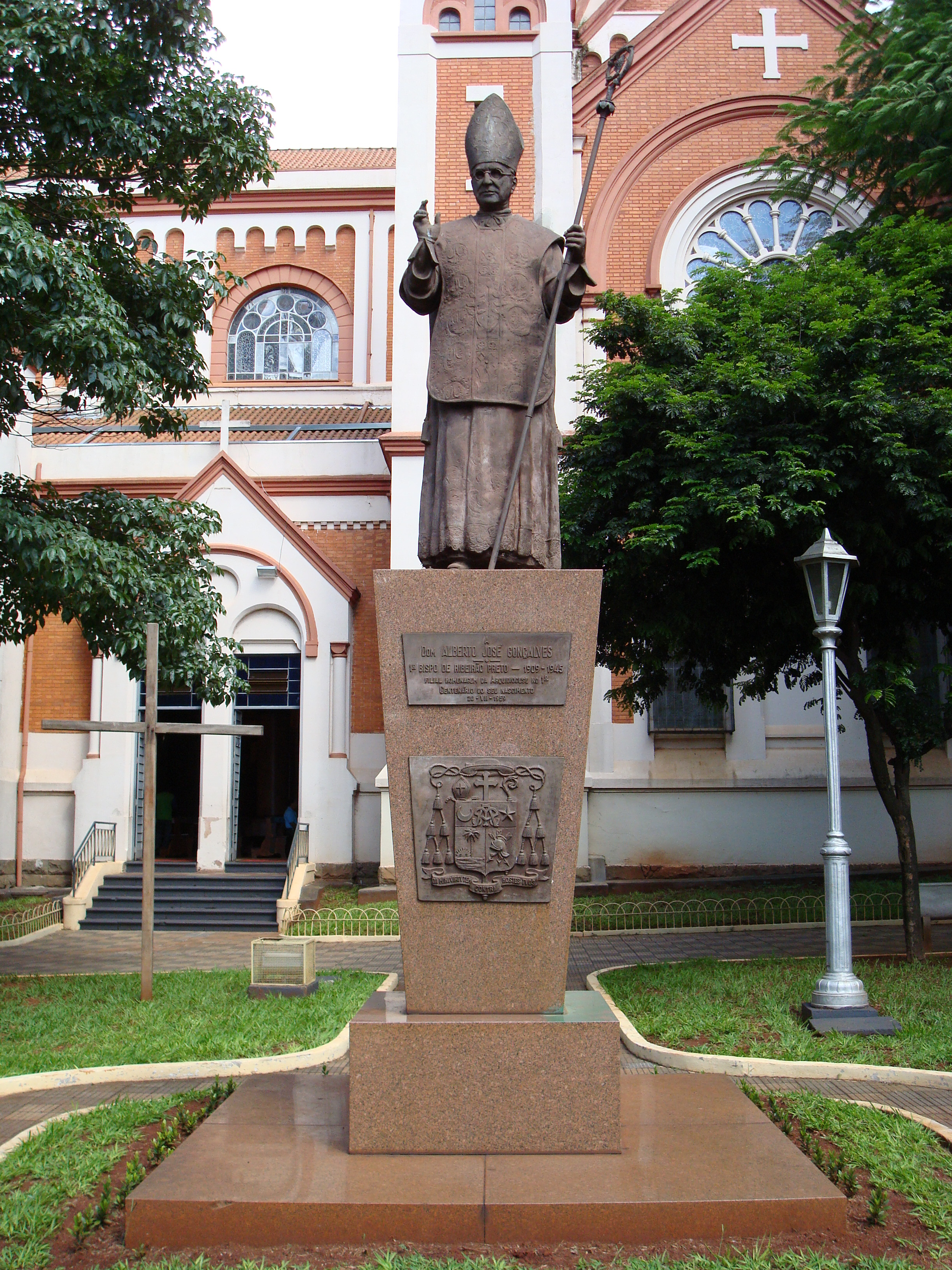
Homenagem a Dom Alberto José Gonçalves na praça da Catedral de Ribeirão Preto.

Dom Alberto José Gonçalves (Palmeira, 20 de julho de 1859 - Ribeirão Preto 6 de maio de 1945) foi o primeiro Bispo de Ribeirão Preto.
Foi nomeado bispo católico pelo Papa Pio X dia 5 de dezembro de 1908, com posse no dia 28 de fevereiro de 1909.

## Biografia
Alberto Gonçalves nasceu em Palmeira, cidade do interior do Paraná, em 1859, sendo filho do português Francisco José Gonçalves e da curitibana d. Constança Gonçalves. Seus primeiros estudos foram na escola do professor Antônio Ferreira da Costa e em 1870 matriculou-se no Liceu Paranaense. Em 1874, aos 15 anos, matriculou-se no Seminário de São Paulo, terminando seus estudos eclesiásticos em 1879, aos 20 anos de idade. Em 4 de agosto de 1878 recebeu a tonsura e as ordens menores e em setembro de 1882 recebeu, consecutivamente, o subdiaconato, o diaconato e o presbiterato. Pe Alberto foi nomeado professor no mesmo seminário que estudou e lecionou durante 10 anos, escrevendo, neste período, várias obras, dentre elas, um “Compêndio de Geometria” e uma “Gramática Latina”.
Em 1º de outubro de 1882 realizou sua primeira missa, na Igreja do Rosário, em Curitiba .
Como a região do Paraná ainda fazia parte do Bispado de São Paulo, e como ainda se vivia no regime do Padroado, a Princesa Regente Isabel apresentou ao bispo D. Lino o nome de Pe. Alberto para ser pároco colado de Curitiba, da Paróquia de Nossa Senhora da Luz, que seria, com a criação da Diocese, a matriz. Sua nomeação se deu em 16 de julho de 1888. Na qualidade de vigário, trabalhou com dedicação e entusiasmo na construção da matriz, hoje Catedral Basílica Menor de Nossa Senhora da Luz, inaugurada em 1893 .
Eleito deputado provincial no Paraná, em 1889, não tomou posse em virtude da Proclamação da República, porém, em 1892 foi eleito para a Assembleia Constituinte do Paraná, como deputado estadual para o biênio 1893 / 1894 e reeleito no biênio 1895 / 1896. Neste período chegou a ocupar o cargo de Presidente da Assembleia, como também participou das Comissões Permanentes da Instrução, Catequese e Civilização dos Índios e da de Estatística (na primeira legislatura) e a Comissão de Constituição e Justiça, da Instrução, Catequese e Civilização dos Índios e a de Redação (na segunda legislatura) .
Em 1895 foi eleito senador da república, ao lado de Vicente Machado, ocupando dois mandatos consecutivos, de 1896 a 1905. Em 1906 é eleito, novamente, deputado estadual, ocupando a cadeira na Assembleia Legislativa do Paraná no biênio 1906 / 1907 .
Pe Alberto também foi provedor da Santa Casa de Misericórdia de Curitiba, fundou o Hospício Nossa Senhora da Luz, além de ter sido diretor da Instrução Pública do Paraná e membro da antiga Academia de Letras do Paraná, recebido nesta instituição na seção de outubro de 1923 .
Colaborou em diversos periódicos paranaenses e foi redator da revista Clube Curitibano, escrevendo diversas obras (além das supracitadas), como: “A Igreja e o Estado” (1900), ”O Espiritismo” (1916), ”A Religião e a Política” (1933), “Carta do Bispo de Ribeirão Preto” (1940), entre outras.
Em 1908 foi nomeado Bispo, tomando posse em 1909, transferindo residência para a Diocese de Ribeirão Preto. Faleceu, nesta cidade, em 6 de maio de 1945.

### Homenagens
Dom Alberto José Gonçalves recebeu a Comenda da Coroa de Itália e foi conde assistente ao Sólio Pontifício, ao completar o 50° aniversário de ordenação sacerdotal.
Em 1936, na fundação da Academia Paranaense de Letras, foi homenageado como “Fundador” da Cadeira N° 22 desta instituição.